# Federico Salas Guevara
Luis Federico „Pico“ Salas Guevara Schultz (* 4. September 1950 in Lima; † 28. April 2021 in Huancavelica) war ein peruanischer Politiker, der unter anderem 2000 für einige Monate Premierminister von Peru war.

## Leben
Salas Guevara absolvierte nach dem Besuch des Colegio Inmaculado Corazón sowie des Colegio Santa María Marianistas ein Studium am Instituto Peruano de Administración de Empresas (IPAE) und war später als Unternehmer tätig. 1980 wurde er Direktor der Banco de los Andes. Am 1. Januar 1996 wurde er als Parteiloser als Nachfolger von Emma Paulina Vargas de Benavides erstmals Bürgermeister (Alcalde) von Huancavelica, einer 40.000 Einwohner zählenden Stadt in den Anden und Hauptort der Region Huancavelica. 1999 wurde er als Kandidat des Movimiento Descentralista Ahora Perú für eine zweite dreijährige Amtszeit wiedergewählt. Bei den Präsidentschaftswahlen im Jahr 2000 kandidierte er für die Agrupación Independiente Avancemos, errang im ersten Wahlgang am 9. April 2000 mit 247.054 Stimmen (2,23 Prozent) den vierten Platz unter neun Kandidaten.
Der am 28. Mai 2000 im zweiten Wahlgang wiedergewählte Staatspräsident Alberto Fujimori ernannte Salas Guevara am 29. Juli 2000 als Nachfolger von Alberto Bustamante Belaunde zum Premierminister von Peru (Presidente del Consejo de Ministros). In seinem Kabinett übernahm Carlos Boloña Behr das Amt des Ministers für Wirtschaft und Finanzen, während er selbst zugleich das Amt des Bildungsministers (Ministro de Educación) bekleidete. Das Amt des Premierministers bekleidete er bis zu seiner Ablösung durch Javier Pérez de Cuéllar am 22. November 2000, während Marcial Rubio Correa sein Nachfolger als Bildungsminister wurde. 2002 wurde behauptet, dass er an einem Mord beteiligt gewesen sei.
Am 1. Januar 2007 löste Salas Guevara, der für das Proyecto Integracionista de Comunidades Organizadas (PICO) kandidierte, Salvador Espinoza Huarocc von der Movimiento Mincap als Gouverneur der Region Huancavelica ab. 2010 kandidierte er zwar für eine weitere vierjährige Amtszeit, unterlag jedoch Maciste Alejandro Díaz Abad von der Movimiento Independiente Trabajando para Todos (MITT), der am 1. Januar 2011 sein Amt antrat. 2011 wurde er wegen Unterschlagung während seiner Amtszeit zu einer Freiheitsstrafe von vier Jahren auf Bewährung verurteilt und 2014 sein Vermögen zur Begleichung von Entschädigungszahlungen in Höhe von drei Millionen Nuevo Sol öffentlich versteigert. In einem Interview erklärte er im August 2015, dass er es bedauere, Premierminister unter Präsident Alberto Fujimori gewesen zu sein.
Er starb am 28. April 2021 im Alter von 70 Jahren an den Folgen einer COVID-19-Erkrankung.